# جايسون كينغ (لاعب دوري الرغبي)
جايسون كينغ (بالإنجليزية: Jason King)‏ هو لاعب دوري الرغبي أسترالي، ولد في 21 مارس 1981 في Manly, New South Wales ‏ في أستراليا.